# Stéphane Stoecklin
Stéphane Stoecklin (* 12. Januar 1969 in Bourgoin-Jallieu) ist ein ehemaliger französischer Handballspieler. Er spielte zuletzt für den französischen Club Chambéry Savoie HB, lief für die französische Männer-Handballnationalmannschaft auf und wurde zu seiner aktiven Zeit meist im rechten Rückraum eingesetzt.
Der für seine Spielposition eher klein gewachsene Stéphane Stoecklin begann mit sieben Jahren in seiner Geburtsstadt mit dem Handballspiel. Mit 16 Jahren wechselte er in die Handballakademie des benachbarten Zweitligisten Chambéry Savoie HB, bei dem er auch im Profiteam debütierte. Ab 1988 spielte er beim damals erstmals in die erste Liga aufgestiegenen Montpellier HB. Dort wurde er 1989 zum französischen Handballer des Jahres gewählt, sodass ihn 1990 der Erstligaverein USAM Nîmes unter Vertrag nahm. Mit der Mannschaft gewann er 1991 sowie 1993 die französische Meisterschaft. Nach dem Gewinn des französischen Pokals 1994 zog er weiter zum Hauptstadtclub PSG-Asnières. Hier gewann er keine Titel, sodass er 1996 zu GWD Minden in die deutsche Handball-Bundesliga ging. Während seiner Zeit in Minden wurde er 1997 zum Welthandballer des Jahres gewählt; in der Saison 1997/98 wurde er Torschützenkönig der Handball-Bundesliga. 1998 ging er nach Japan zu Honda Suzuka. Er gewann 1999, 2000, 2001, 2002 und 2003 die japanische Meisterschaft, 1999 und 2003 den japanischen Pokal. Von 2003 bis 2005 ließ er bei seinem ersten Proficlub Chambéry Savoie HB – inzwischen in der ersten Liga – seine Karriere ausklingen.
Stoecklin bestritt in seiner Karriere 238 Spiele für die französische Männer-Handballnationalmannschaft und warf dabei 898 Tore. Mit der Nationalmannschaft gewann er bei den Olympischen Spielen 1992 in Barcelona die Bronzemedaille. Bei der Handball-Weltmeisterschaft der Männer 1995 wurde er Weltmeister, 1993 gewann er die Silbermedaille, 1997 die Bronzemedaille.